# Médersa Ben Youssef
Pour les articles homonymes, voir Youssef.
La médersa Ben Youssef (en arabe : مدرسة ابن يوسف) est une médersa, école coranique. Joyau de l'architecture saadienne, elle est située à Marrakech, au Maroc.
Elle est agrandie et redécorée par Abdallah el-Ghalib, sultan saadien, en 1564-65. Le nom Ben Youssef vient de celui du sultan almoravide Ali Ben Youssef.
La médersa fut durant quatre siècles un foyer d'accueil pour les étudiants dans diverses sciences, notamment en théologie. Elle disposait de 132 chambres destinées aux étudiants non originaires de Marrakech.
Ses proportions et sa riche décoration en font un monument particulièrement harmonieux.

## Historique

### Les médersas
Une médersa est un établissement public ou privé, destiné à l'enseignement  et à l'hébergement d'étudiants non résidents au lieu où se trouve l'édifice. En terre d'Islam, le premier centre d'enseignement est la mosquée. Les cours importants sont dispensés dans les mosquées-universités comme la Quarawiyyne à Fès ou la Youssoufia de Marrakech, voisine de la madrassa Ben Youssef. La médersa est plutôt une annexe servant d'hébergement pour les étudiants et pour certains cours.
Au fil des siècles, l'enseignement religieux fut aussi prodigué dans les Ribâts, à la fois forteresse militaire et couvent, assurant l'initiation des populations aux principes de la nouvelle religion lors de l'expansion de l'Islam. Au temps des Almoravides, avec Youssef Ibn Tachfin et surtout Ali Ben Youssef qui s'entouraient de savants et dotèrent leur cour d'une riche bibliothèque, l'enseignement se fit aussi à la cour du sultan. Les grandes mosquées fondées par les sultans, devenues lieu d'enseignement de haut niveau, se doublèrent de lieux d'hébergement, conduisant à la fondation de médersas à partir du XIIIe siècle.
Durant les près de quatre siècles d'activité de la médersa Ben Youssef, l'enseignement était assuré dans la mosquée voisine ou dans celle de la qasba, ainsi que dans la salle de prière de la médersa. La science enseignée, le 'ilm, comportait initialement les matières religieuses: le Hadith ou tradition rapportant les actes et paroles du Prophète, ainsi que le fikh ou droit musulman. Ces disciplines étaient complétées par le tasfir ou exégèse coranique et par l'étude de l'arabe.
Ultérieurement, suivant le développement scientifique de l'islam médiéval, d'autres disciplines furent abordées telles que la philosophie, la médecine, les mathématiques, l'astronomie, la géographie mais aussi la physique et la chimie. La langue arabe était étudiée sous tous ses aspects: rhétorique, grammaire, lexicographie et métrique. Une érudition savante mélangeant l'histoire et les prémices de l'ethnologie constituait le adab.

### Histoire de la médersa Ben Youssef
Il aurait existé une médersa dans la Qasba almohade de Marrakech, qui a pu servir de modèle à la Médersa Ben Youssef. Elle a été décrite au début du XVIe siècle par Léon l'Africain. Une nouvelle médersa est fondée par Abu al-Hasan ben Uthman, sultan mérinide, vers 1350  à proximité de l'ancienne mosquée Ben Youssef (dont il ne reste que la Qoubba almoravide) qui va lui donner son nom. Elle est reconstruite et inaugurée en l'an 972 de l'Hégire, 1564-65 AD, par le sultan saadien Abdallah el-Ghalib Billah. Quelques années plus tard, elle est évoquée par l'espagnol Marmol Carvajal.

### Le taleb
Le taleb est le nom arabe de l'étudiant en science religieuse (pluriel: tolbas ou talabas), littéralement "celui qui cherche". La médersa accueille surtout des tolbas originaire des régions montagneuses de l'Atlas ou du Sous. Dès l'âge de sept ans, ils ont, dans les petites médersas de village, appris par cœur le Coran, l'arabe car ces contrées sont berbérophones, ainsi que la prière et les rituels. Vers dix ans cette éducation de base est assurée et un enseignement secondaire comporte alors la grammaire, la littérature et les fondements du droit malékite. Jusque vers dix-huit ans d'autres matières sont apprises et assimilées: l'exégèse coranique, les traditions du Hadith, la théologie et la mystique. À vingt ans le taleb peut quitter la médersa de la ville principale de sa région pour être admis dans une grande médersa à Marrakech, Salé ou Fès.
L'admission dans la médersa et l'attribution d'une chambre se fait sur recommandation des maitres précédents de l'étudiant et vérification de son savoir. Le coût est pris en charge par l'institution. Le taleb dort, cuisine et mange dans sa chambre. Ses attributs distinctifs sont l'encrier, qui peut être en céramique polychrome, en bois ou en cuivre, ainsi que le plumier. Ces plumes sont toujours en roseau taillé et certains étudiants pauvres en préparent pour les vendre. D'autres tolbas particulièrement habiles pour la calligraphie peuvent copier des textes anciens ou des manuels et en faire commerce car il n'y a pas de livres imprimés. Certains enseignements ont lieu dans la médersa, mais surtout dans les grandes mosquées de la ville. Les étudiants peuvent aller écouter les maitres professant dans les autres grandes mosquées de Marrakech. Certains maitres érudits sont très réputés et leur enseignement peut être transcrit et recopié de nombreuses fois en de véritables manuels. Les principales mosquées disposent de bibliothèques riches de nombreux manuscrits qui peuvent être empruntés pour être lus et copiés. La formation repose beaucoup sur la mémorisation. Des étudiants complètent parfois cet apprentissage par une pérégrination dans d'autres grandes villes du Maroc, du reste du Maghreb ou du Moyen-Orient réalisant alors le Pèlerinage aux lieux saints.

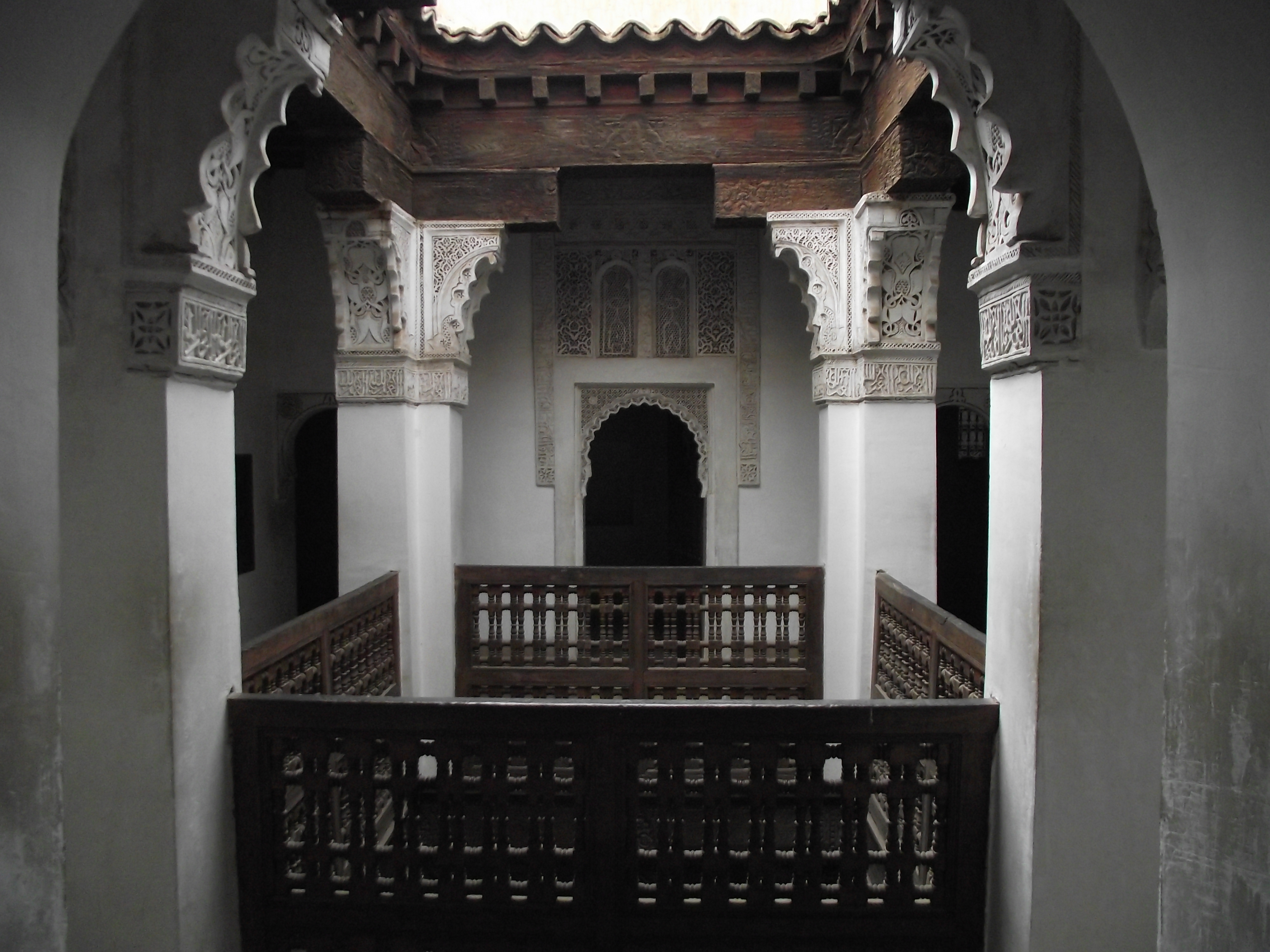

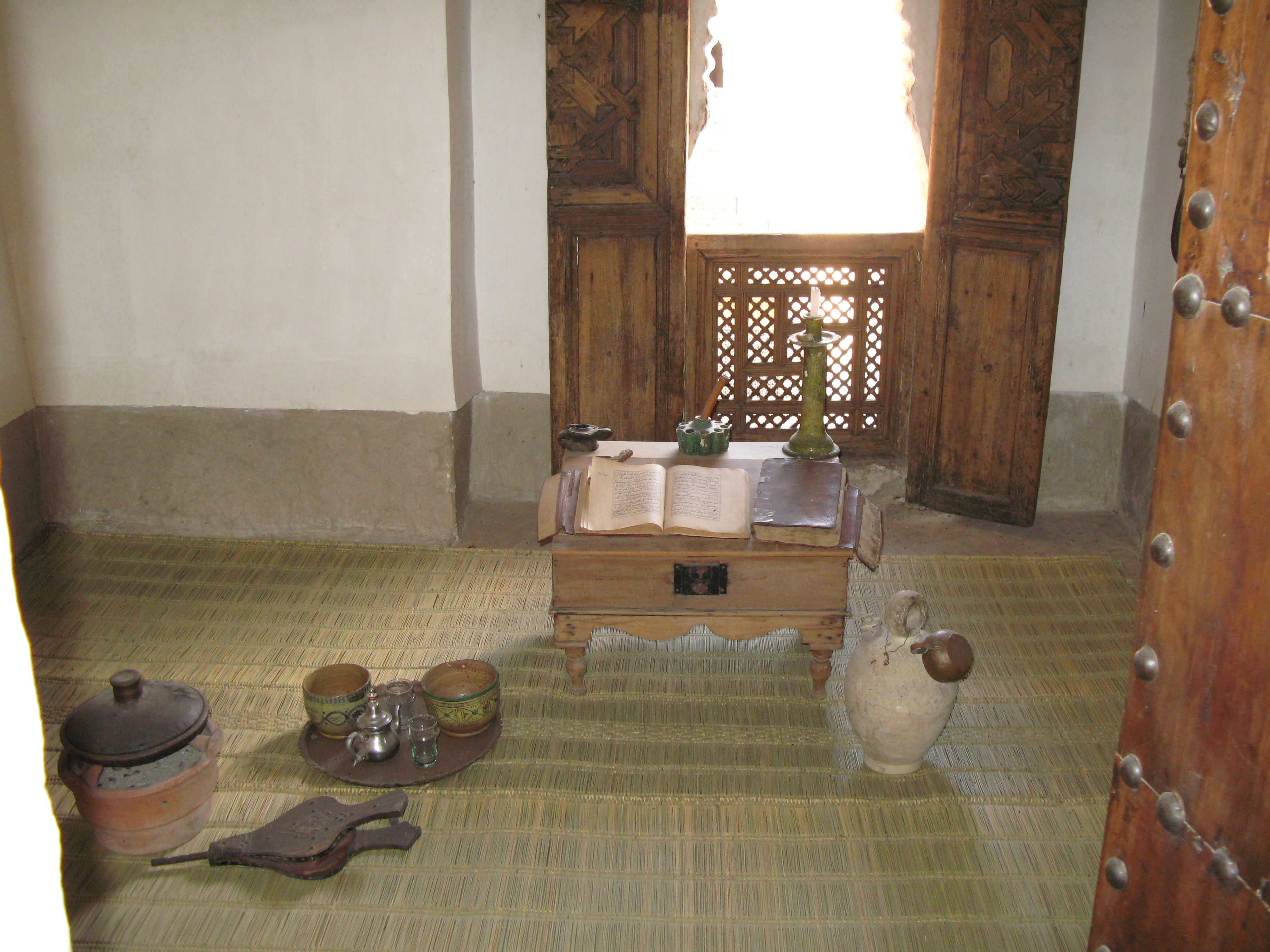
reconstitution du mobilier d'une chambre de taleb

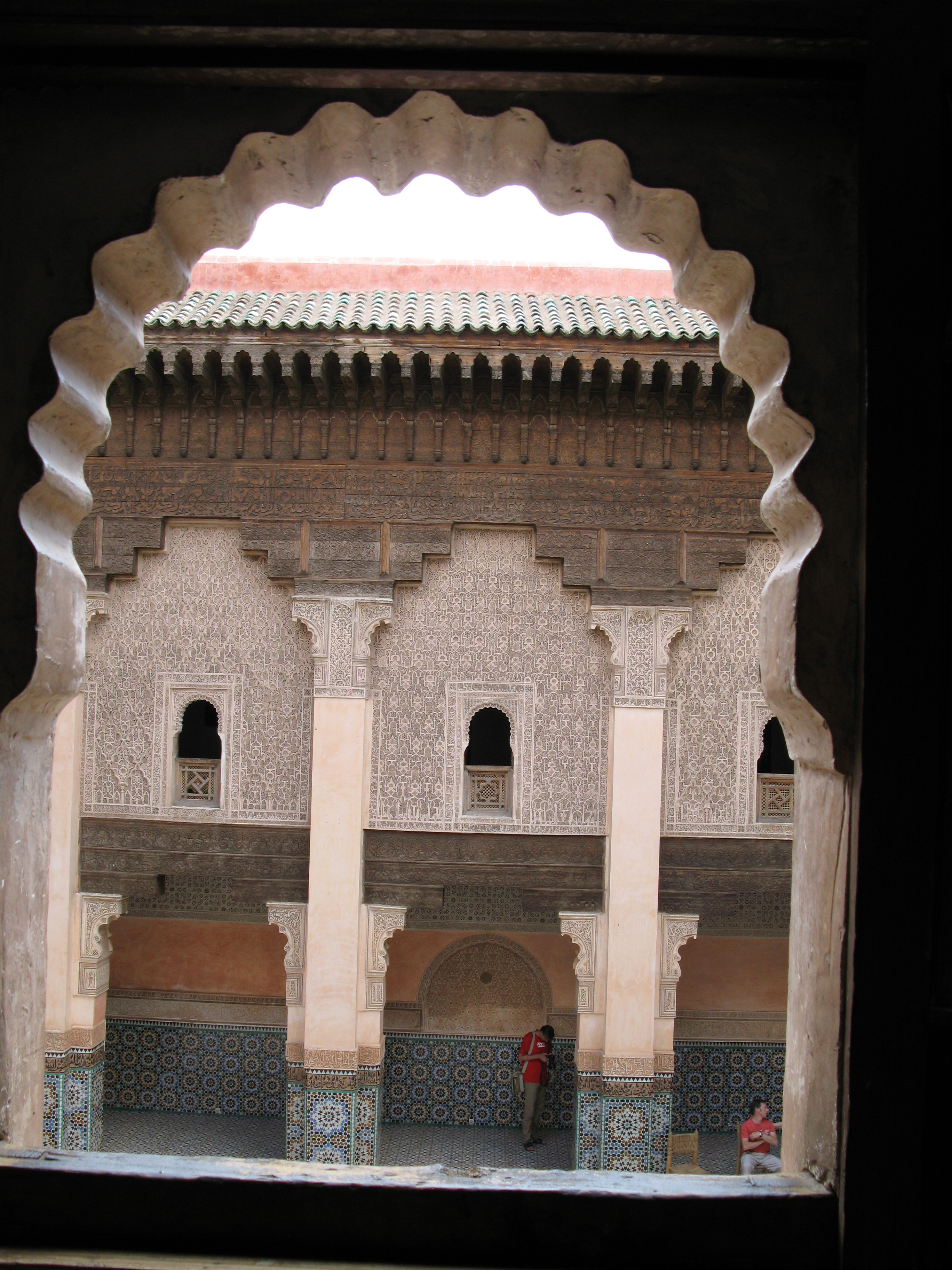
vue sur la grande cour depuis la fenêtre d'une chambre

## Architecture

### Description générale
Son plan s'inscrit dans un carré et elle comporte un étage. Les murs sont en briques de terre cuite, entièrement masquées par des enduits et les décors. Les façades extérieures ne comportent que de rares et petites lucarnes et ne sont pas décorées.
On pénètre dans la médersa Ben Youssef par un long couloir qui débouche dans un vestibule, lequel ouvre en angle droit sur le côté ouest de la grande cour. La cour rectangulaire est pavée de marbre et comporte un bassin en son centre. Son côté est, particulièrement décoré, comporte un porche ouvrant sur la salle de prière. Deux galeries occupent toute la longueur des côtés sud et nord, s'ouvrant sur la cour sous cinq arches chacune. À l'opposé de la porte d'entrée, de l'autre côté du bassin rectangulaire, s'ouvre la salle de prières constituée de trois nefs délimitées par des piliers de marbre supportant des arcs aux façades ciselées de motifs d'ornementation. La nef centrale, plus haute que ses deux collatérales, est orientée vers le mur de Kibla donnant l'orientation de La Mecque, qui comporte en son centre la niche somptueusement décorée du Mirhab.
Les chambres des étudiants occupent les côtés ouest et est du bâtiment au rez-de-chaussée et à l'étage. Selon une disposition particulière à l'édifice, ces chambres rayonnent autour de petites cours intérieures. Ces cours comportent une galerie à l'étage ; au nombre de trois dans chaque aile, elles constituent de ce fait six puits de lumière. Les chambres donnant sur les six cours ne sont éclairées que par de petites lucarnes ouvrant sur ces cours intérieures. À l'étage les dix chambres situées au-dessus des deux galeries disposent de fenêtres à moucharabieh donnant sur la cour principale.
Bien que de petite taille, les 132 chambres pouvaient accueillir un ou plusieurs tolbas. Certaines disposaient de lits en mezzanine. Selon certains auteurs, la médersa aurait pu héberger jusqu'à 900 étudiants.

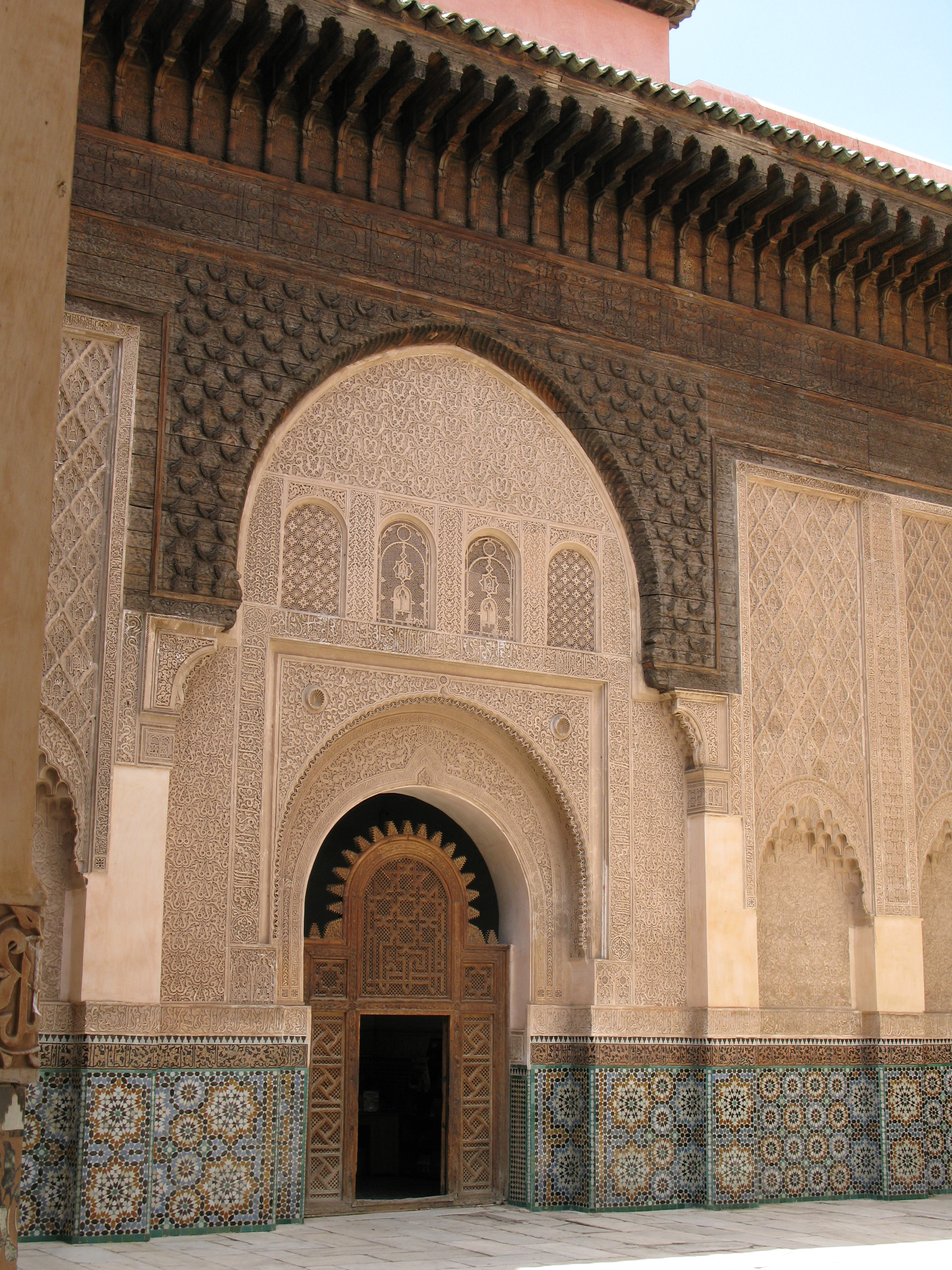
Panneau de moucharabieh, gebs et cèdre sculpté de la façade de l'entrée sur la grande cour

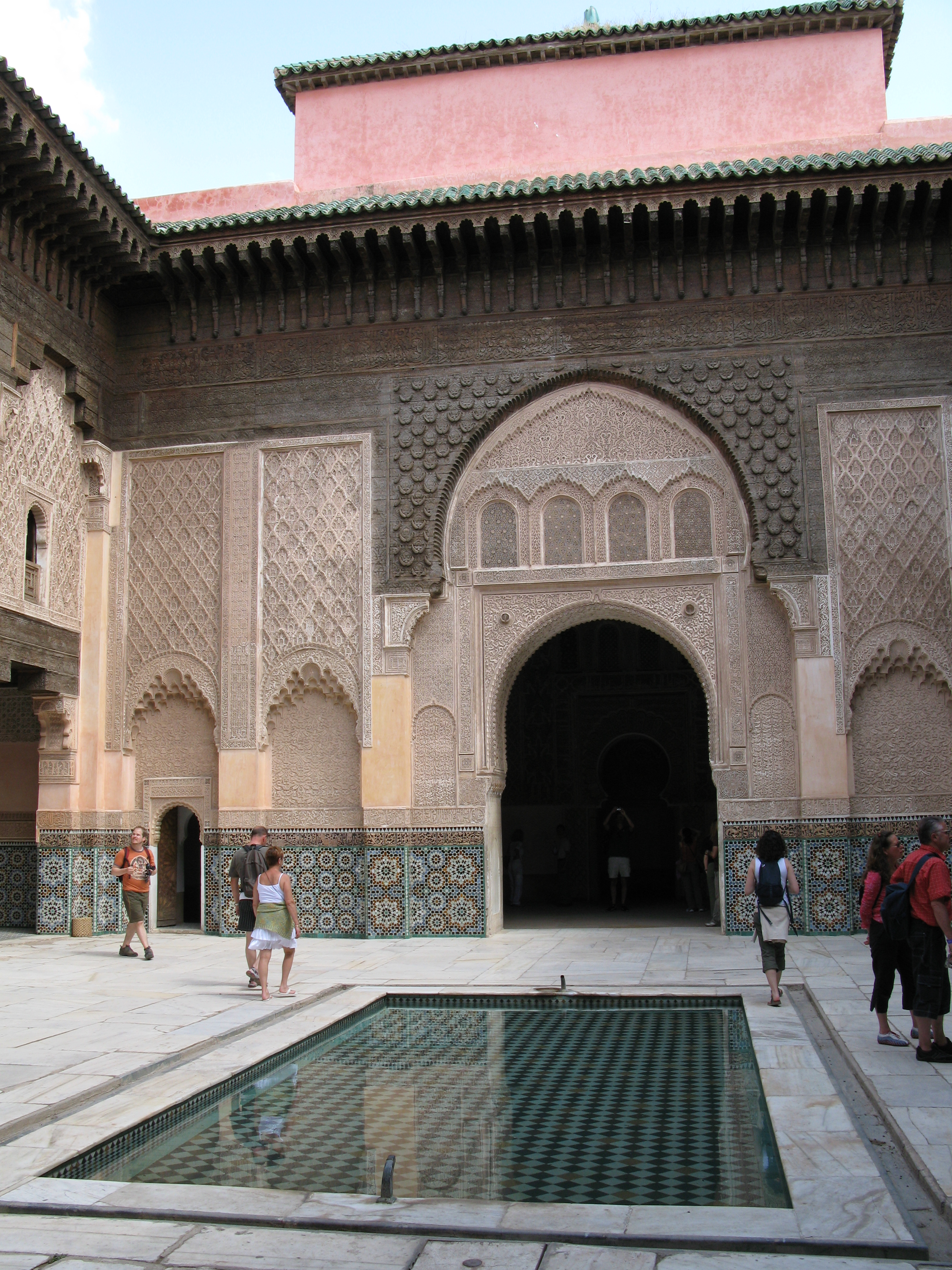
La grande cour, le bassin, le dallage de marbre et la façade de la salle de prière

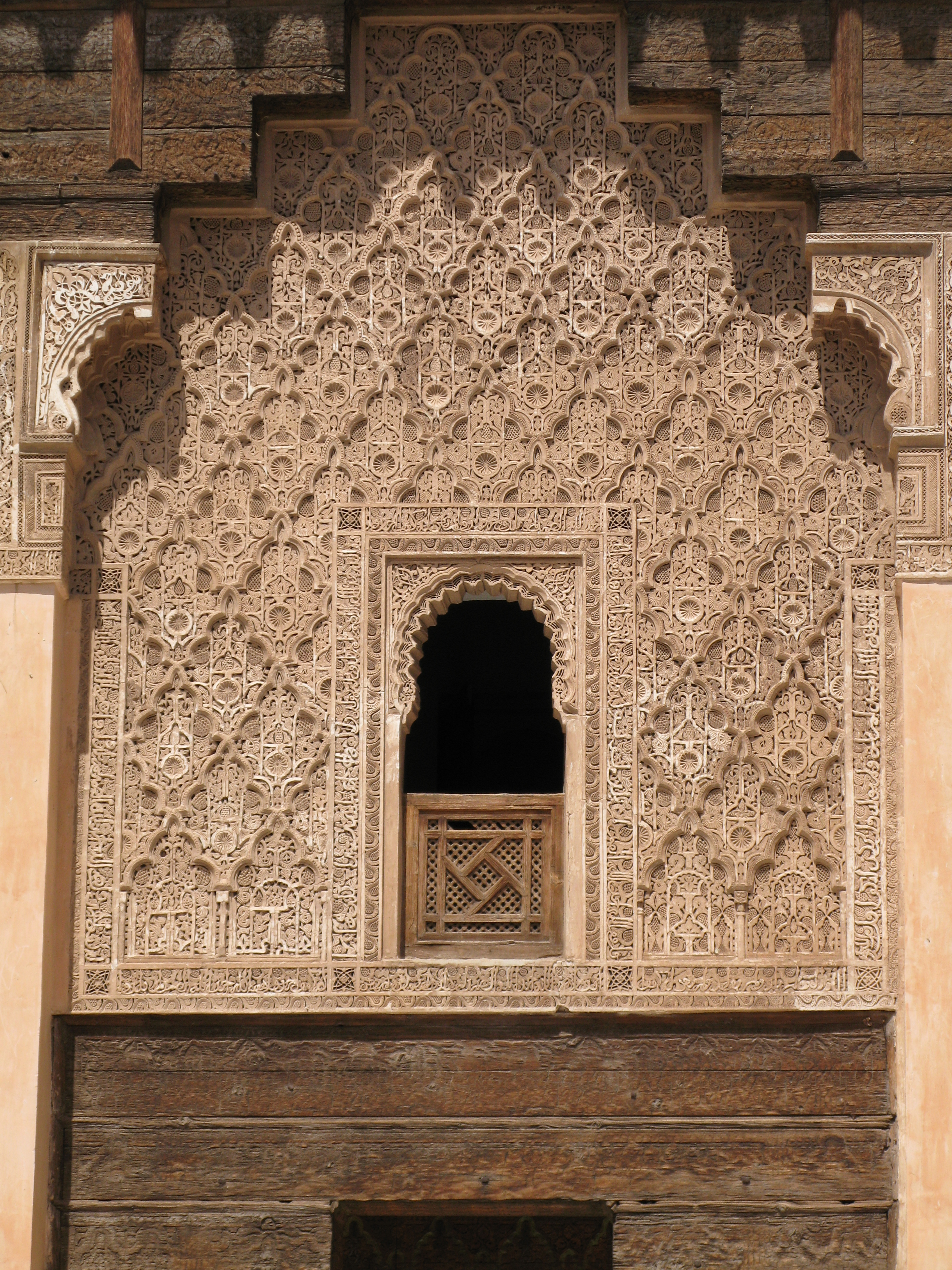
Détail de la façade sur la grande cour

### Matériaux

#### Le marbre
Le marbre est essentiellement utilisé dans la salle de prière. Deux plaques de marbre blanc encadrent le porche de celle-ci au niveau des piédroits. Elles sont ornées de versets du coran gravés en relief. Quatre colonnettes du même marbre encadrent la niche du Mirhab. Séparant la nef principale de la salle de prière de ses collatérales, quatre grandes colonnes en marbre rose, surmontées de chapiteaux portent des arcs surplombés par la coupole. Ce marbre provient de la région de Marrakech tandis que le marbre blanc serait du marbre de Carrare.
Le dallage de la grande cour est réalisé en dalles de marbre provenant du proche Atlas.

#### Le gebs
Le plâtre sculpté ou gebs en arabe est largement utilisé sur les murs de la cour, un mètre au-dessus du sol. Préparé à partir de gypse, d'une façon particulière afin de rester malléable plus longtemps que le plâtre habituel, il est appliqué en plusieurs couches de 3 à 4 cm d'épaisseur pour faciliter sa sculpture. Il n'est pas moulé, mais sculpté sur place au burin. Sa couleur rose particulière est due à sa provenance d'une carrière d'Asni proche de Marrakech. L'adjonction d'une poudre de marbre dans la composition du plâtre constitue du stuc pour certains panneaux.

#### Le bois
Le bois est très présent dans la médersa. Il s'agit exclusivement de cèdres provenant du Moyen-Atlas. Les poutres, les linteaux et les corniches des façades de la grande cour sont toutes sculptées. Dans les circulations et les galeries des petites cours des zones des chambres, ces sculptures sont rehaussées de peintures polychromes. Dans la salle de prière, la charpente également sculptée, est coiffée par un plafond octogonal ouvragé et peint de motifs colorés géométriques.
Des moucharabieh composent les garde-corps des fenêtres ainsi que le fameux panneau encadrant l'entrée entre le vestibule et la grande cour.

#### Les zelliges
Les zelliges sont des carreaux de terre cuite émaillés, chacun d'une couleur, taillés au marteau pour faire de petites pièces. Celles-ci sont assemblées en une sorte de mosaïque représentant des motifs géométriques très colorés et obéissant à des règles bien codifiées.
Les carreaux de céramique monochromes peuvent aussi être travaillés avec un marteau de façon à faire éclater l'émail autour du motif, en préservant l'émail coloré selon le dessein souhaité. Celui-ci ressortira par contraste sur le fond de terre cuite gratté. C'est la céramique excisée, utilisée pour des frises.

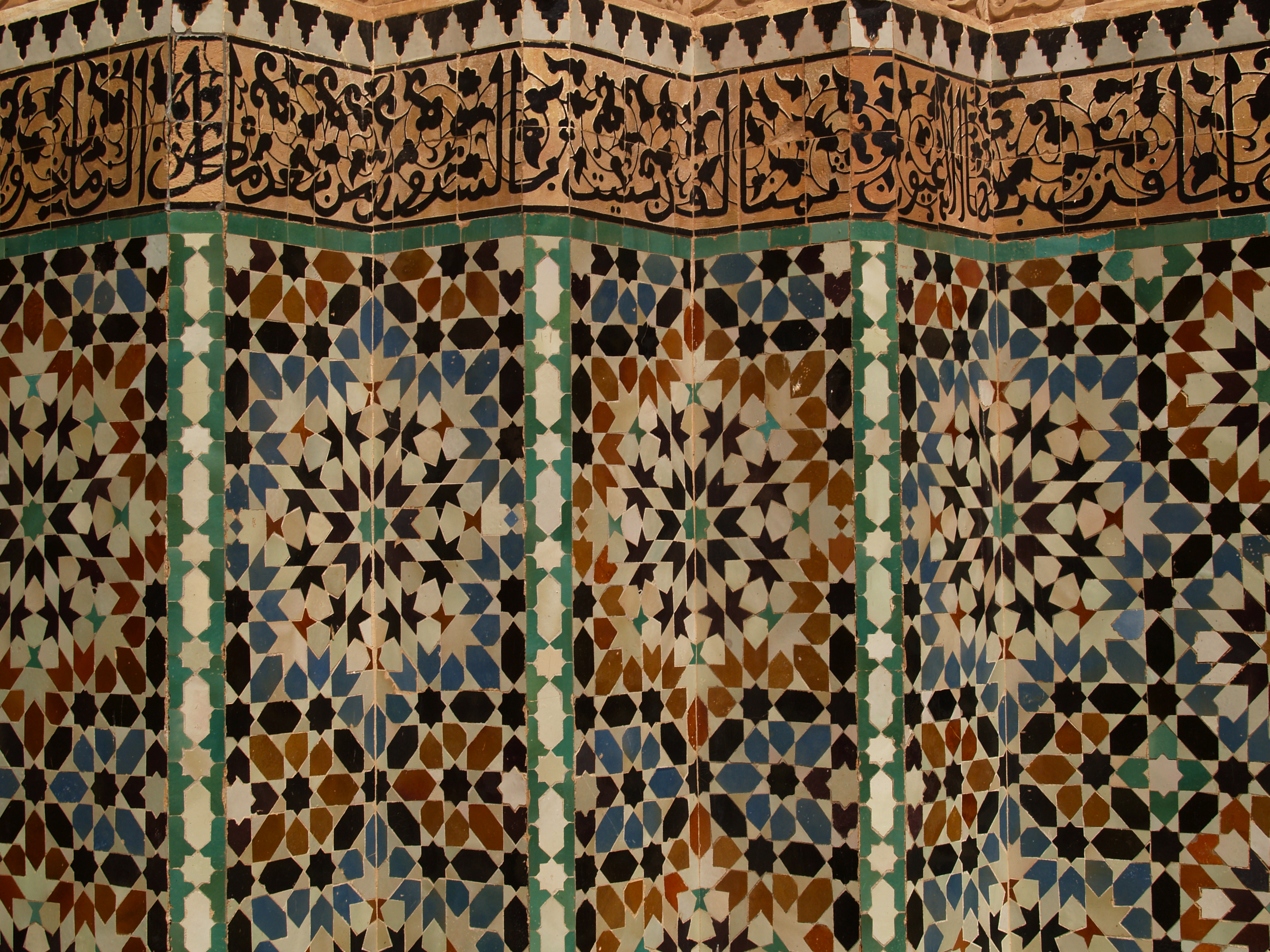
Zelliges en décors géométriques et frise d'inscriptions en caractères coufiques

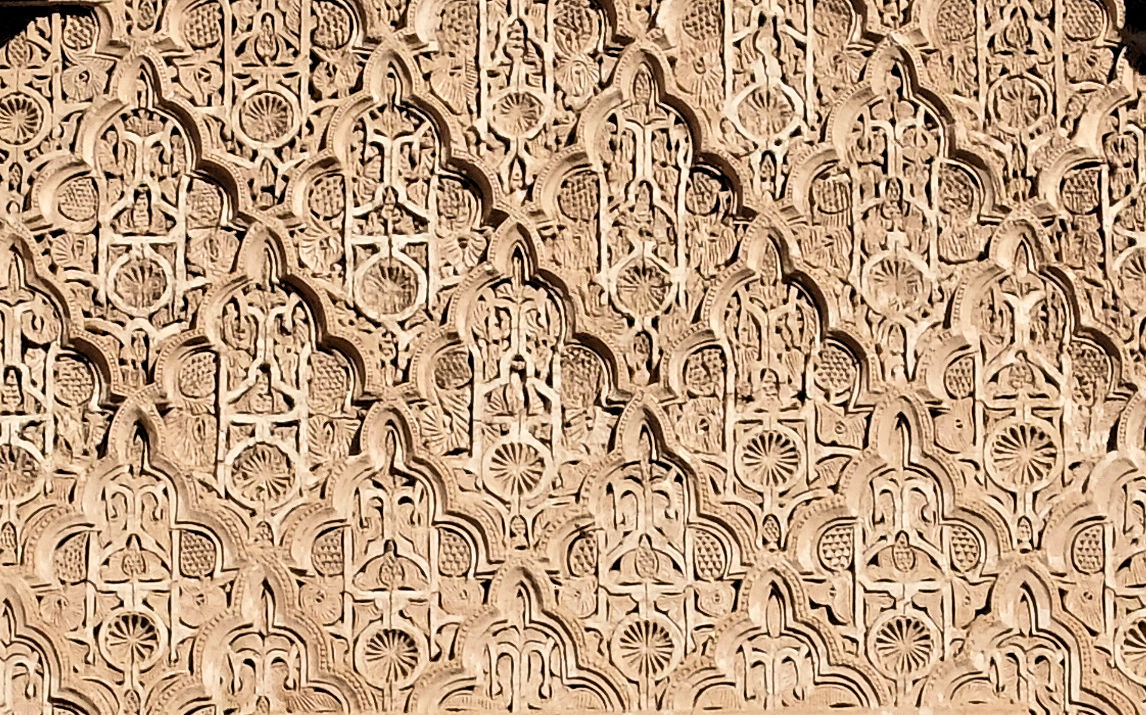
Gebs

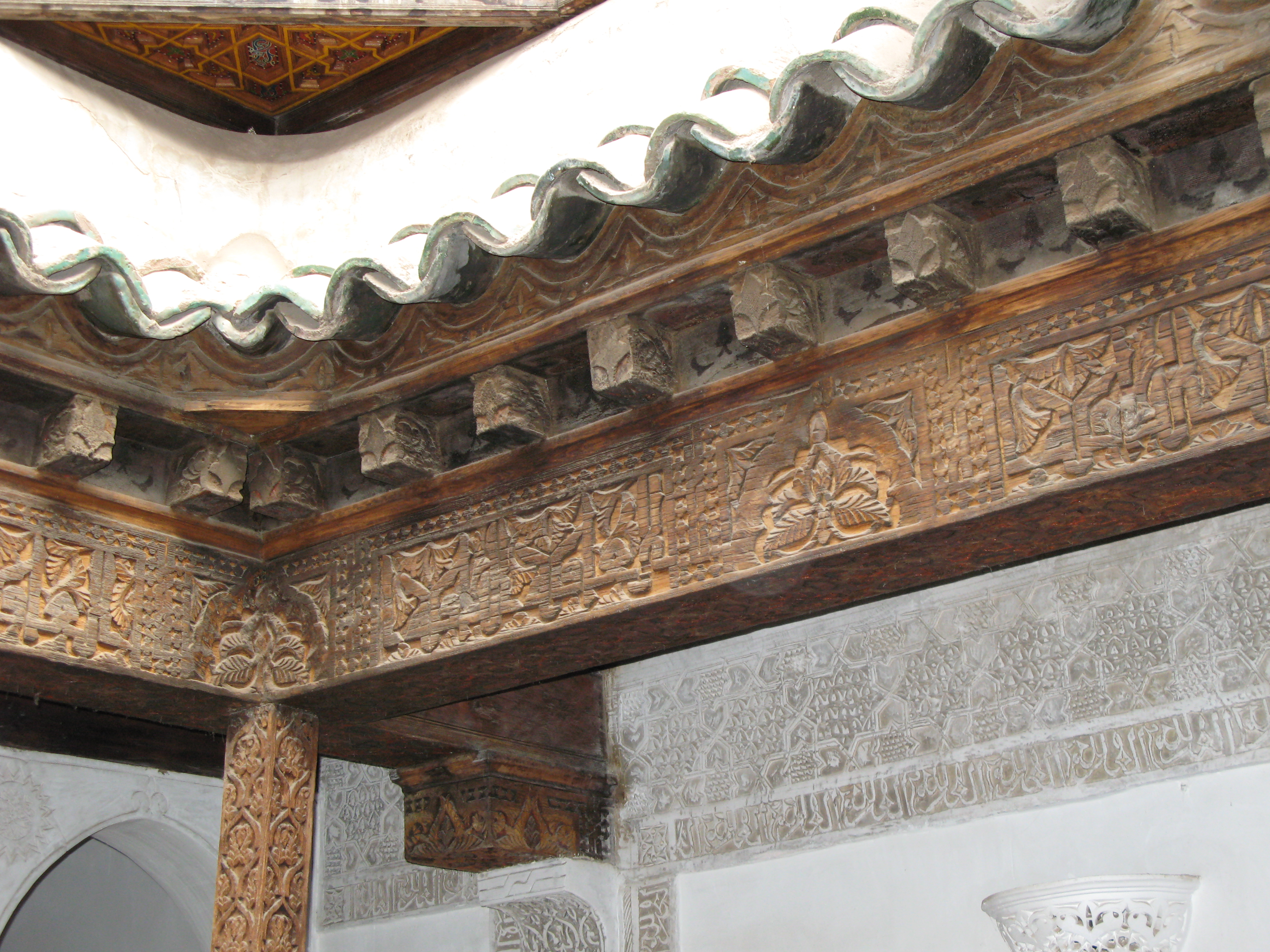
Poutres en cèdre sculptées dans une galerie d'accès aux chambres

### Cuve andalouse en marbre
Cette cuve en marbre était initialement scellée dans un mur de la salle des ablutions. Étudiée par les historiens d'art en 1923, elle a ensuite été placée dans la grande cour, puis au musée Dar Si Said. Depuis 2022, elle est présentée dans la salle de prière.
Elle a été sculptée durant le Califat Omeyyades de Cordoue, sous le règne de Hicham II, entre 991 et 1008 (381-398 AH ). Une inscription coufique mentionne son commanditaire Abd El-Malik, Hâjib du Calife Hicham II et fils d' Almanzor. Plus ancienne que la fondation de Marrakech, elle aurait pu y être amenée par les almoravides après leur conquête de Cordoue pour l'ancienne mosquée almoravide Ben Youssef.
Elle est constituée d'un seul bloc de marbre blanc, creusée en forme de cuve et ornée sur une de ses faces de quatre bandes de rinceaux floraux. Une de ses extrémités est décorée de deux aigles et de quadrupèdes.

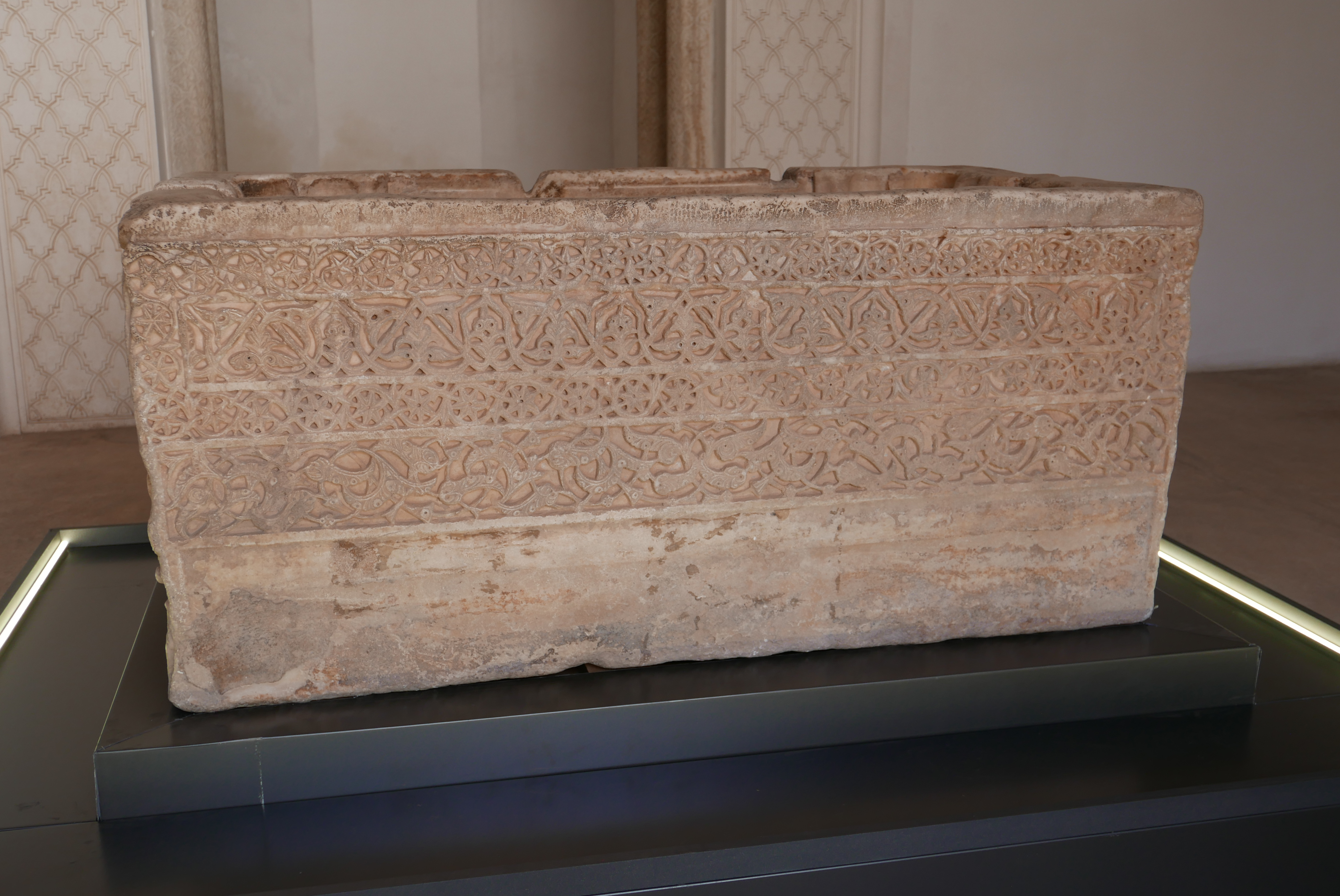
cuve d'ablution en marbre originaire du califat de Cordoue

### Décors
L'ensemble des façades intérieures, des murs intérieurs de la salle de prière, des piliers des cours intérieures, des poutres et plafonds sont richement décorés. Seules, les chambres sont d'une grande simplicité avec des murs nus.
Dans la cour intérieure et les couloirs, la partie inférieure des murs est couverte jusqu'à hauteur d'homme de zelliges composant des motifs géométriques. Elles sont souvent surmontées de frises en céramique excisée à motifs végétaux ou d'inscriptions. Au-dessus, les parois et les consoles des colonnes sont décorées de plâtre sculpté. Plus haut, les linteaux, les corbeaux et les corniches à console sont en cèdre, le plus souvent sculpté et peints dans les espaces non-exposés aux intempéries. Les sols sont en carreaux de céramique colorée, les bejmats, sauf la cour en dalles de marbre. Les toits sont couverts de tuiles vernissées de la couleur verte traditionnelle.
Les façades sur la cour intérieure du côté de l'entrée et de celui de la salle de prière sont particulièrement décorées. De grands panneaux de plâtre sculpté et des arcs surmontant les porches sont couverts de fins motifs végétaux et géométriques se répétant avec symétrie en une dentelle harmonieuse. Ils sont surmontés des poutres et corniches en cèdre finement sculpté.
La salle de prière est encore plus riche. Elle est éclairée par dix-huit petites fenêtres avec claustras en plâtre ajouré, situées juste sous la coupole qui recouvre la nef centrale. Les quatre colonnes en marbre rose dont le fut est lisse sont surmontés de chapiteaux également en marbre, décorés de motifs floraux et d'arabesques, ainsi que d'inscriptions cursives. Le mur de fond, de Kibla est couvert d'une résille de motifs végétaux au sein desquels on reconnait le motif en pomme de pin, ou plutôt en cône de cèdre, ou snouberiya, en relief, typique de l'art saadien. L'ouverture du mihrab surmontée d'un arc outrepassée, est encadrée par une frise comportant des décors végétaux complexes et des inscriptions d'eulogie à la gloire d'Allah.
La niche du mirhab est encadrée d'élégantes petites colonnes en marbre blanc et sa voute de stuc comporte des pendentifs sculptés en stalactites ou mouqarnas.

### Inscriptions
De nombreuses inscriptions en langue arabe sont calligraphiées de plusieurs façons, sculptées dans le marbre, le bois de cèdre, le plâtre ou gravées sur les céramiques excisées. Elles peuvent l'être en caractères coufiques qui sont sobres, angulaires, géométriques. Il existe cependant une variante avec des pousses végétales, des palmes prolongeant les lettres constituant le coufique fleuri. Il peut aussi s'agir de l'écriture cursive aux lettres plus souples, s'entrelaçant dans des enchevêtrements sans fin et des arabesques.
Elles peuvent écrire le nom d'Allah, surtout sur les hautes frises. De nombreuses frises en plâtre sculpté ou en céramique excisée, à hauteur d'homme reprennent des citations du Coran.

Certaines inscriptions apportent des renseignements particuliers. Dans la cour, à hauteur d'homme, à droite lorsqu'on regarde la façade de la salle de prière, une frise en céramique excisée comporte l'inscription de datation de la médersa : 
"... dans l'an deux, avec soixante-dix passés, après neuf cents ans écoulés."
Soit l'année 972 de l'Hégire, correspondant à 1564-1565.

Une inscription relative à la fondation est gravée sur le linteau en bois de la porte d'entrée, ainsi traduite:
" J'ai été édifiée pour les sciences et la prière, par le Prince des Croyants, le descendant du sceau des prophètes, Abdallah, le plus glorieux des Califes. Prie pour lui, Ô toi qui franchit ma porte, afin que ses espérances les plus hautes soient réalisées."

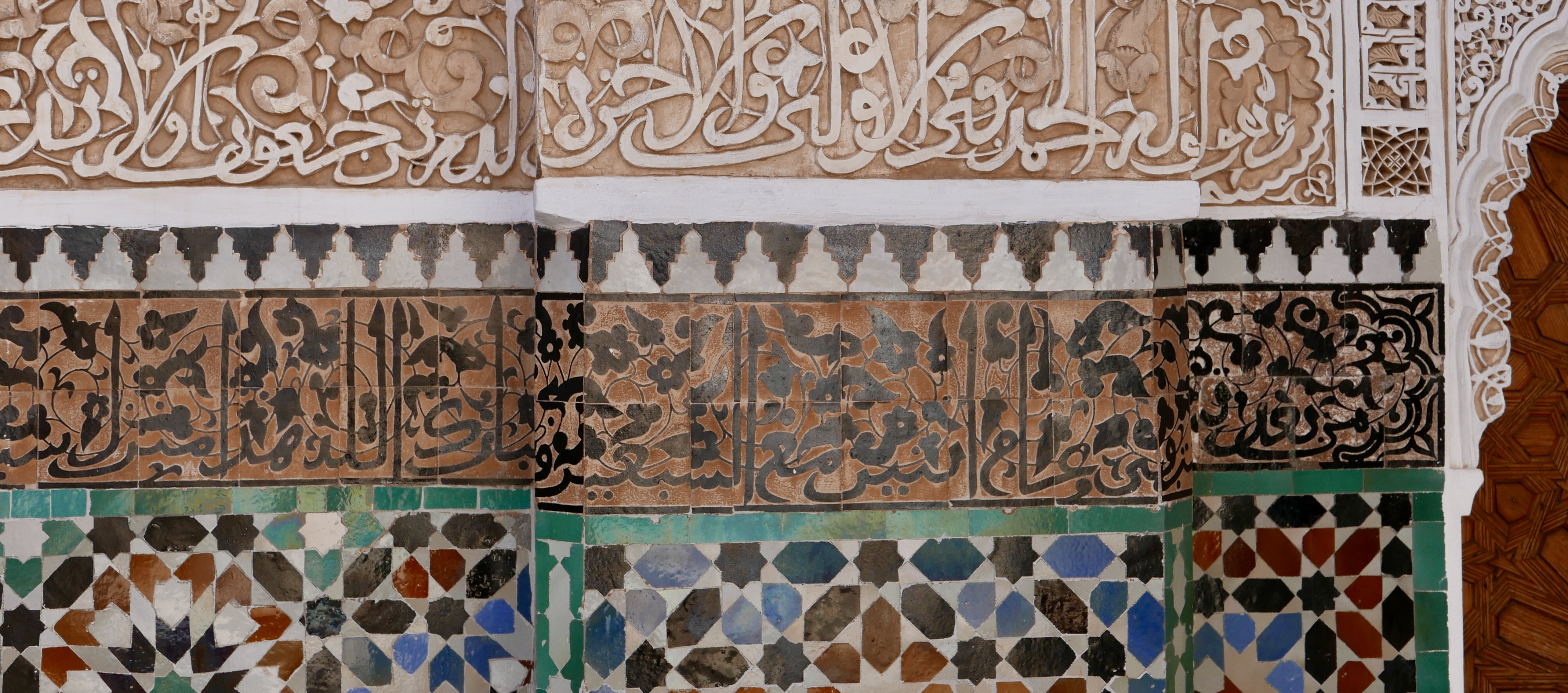
Inscription de datation sur céramique excisée en caractères cursifs noirs

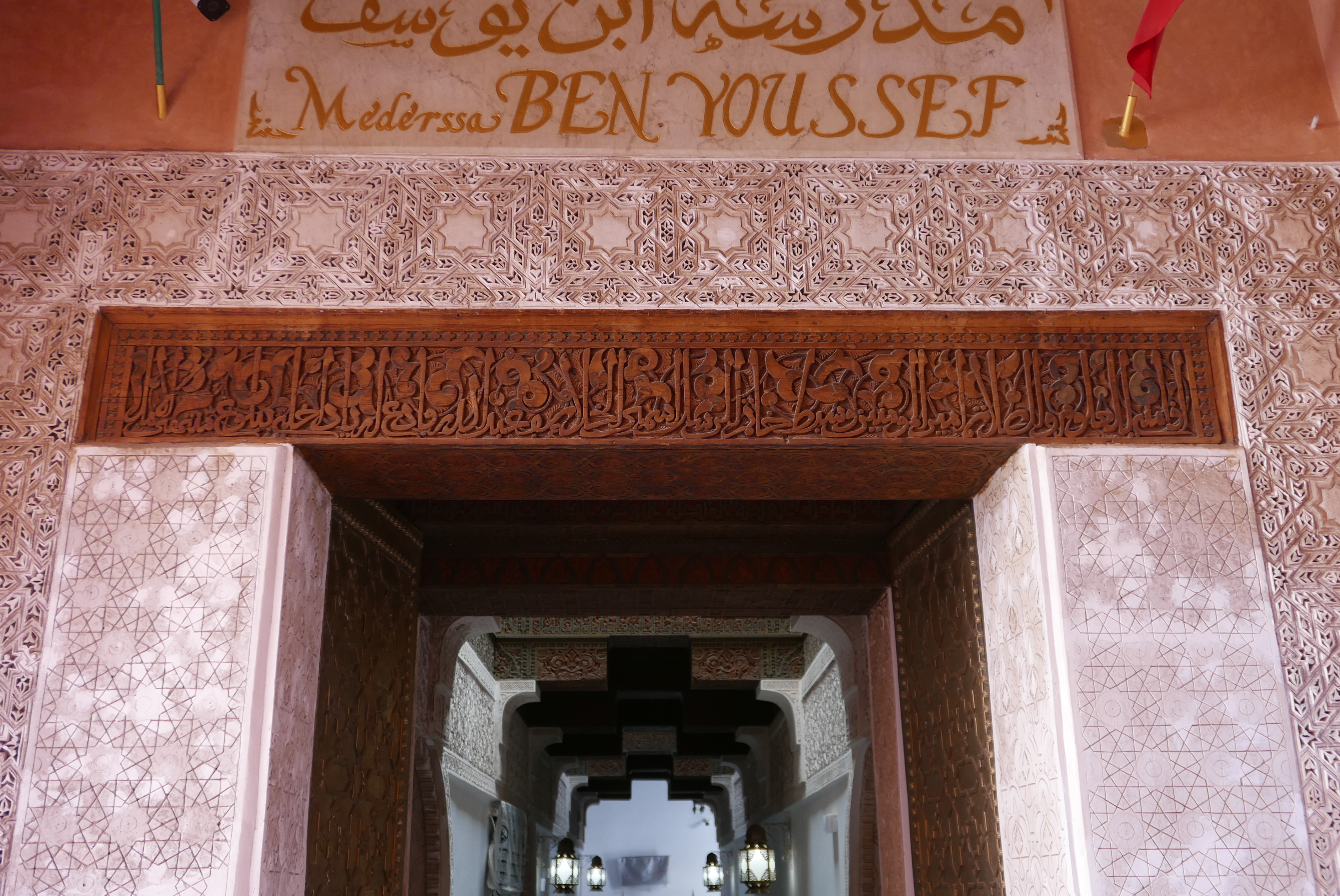
Inscription de fondation de la médersa Ben Youssef: dédicace attribuant l'édifice au sultan Abdallah el-Ghalib Billah

Dans la salle de prière les chapiteaux des quatre colonnes en marbre rose portent des cartouches avec des inscriptions de louanges au sultan Abdallah, le fondateur.

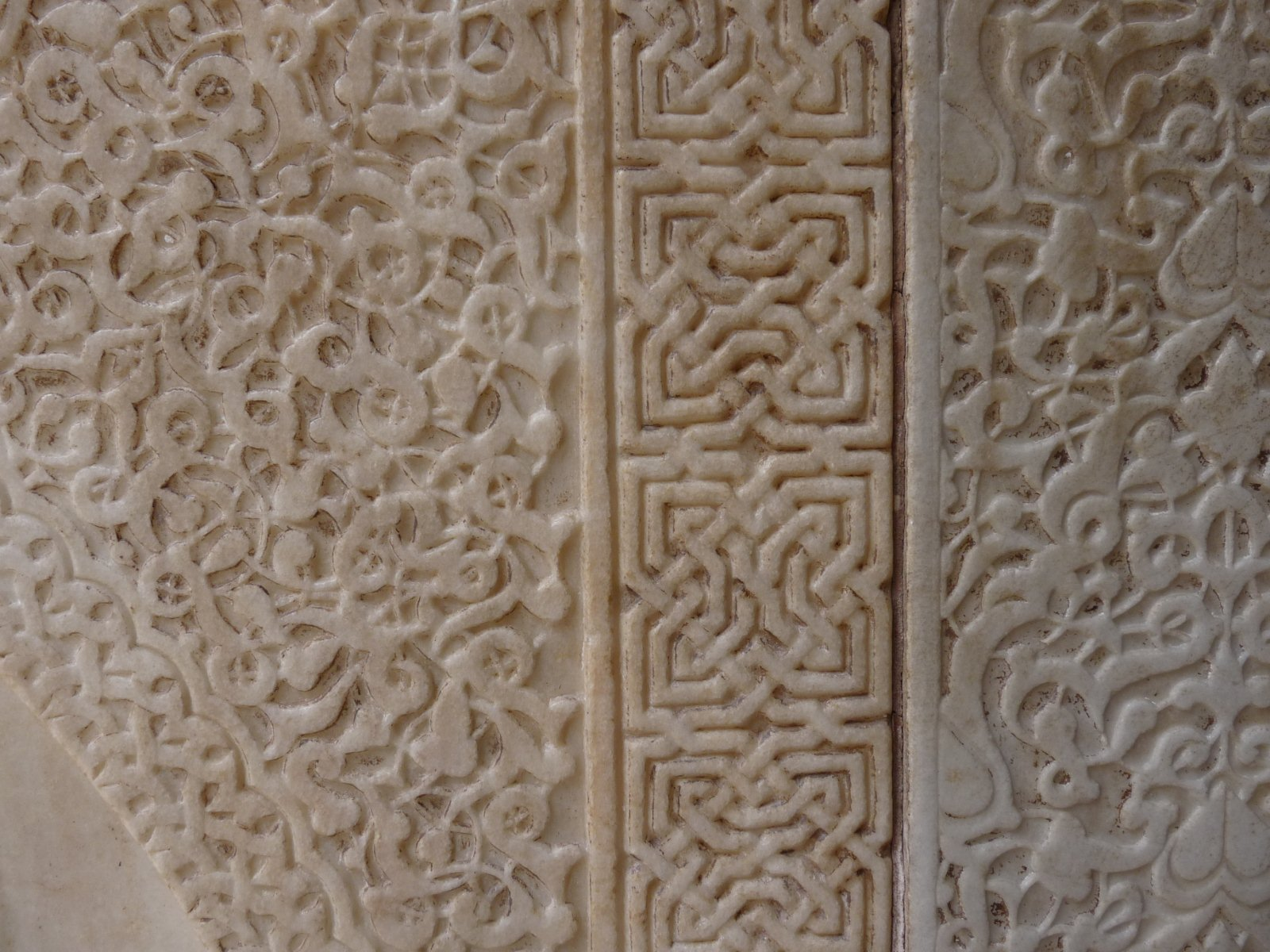
détail du marbre sculpté du porche de la salle de prière

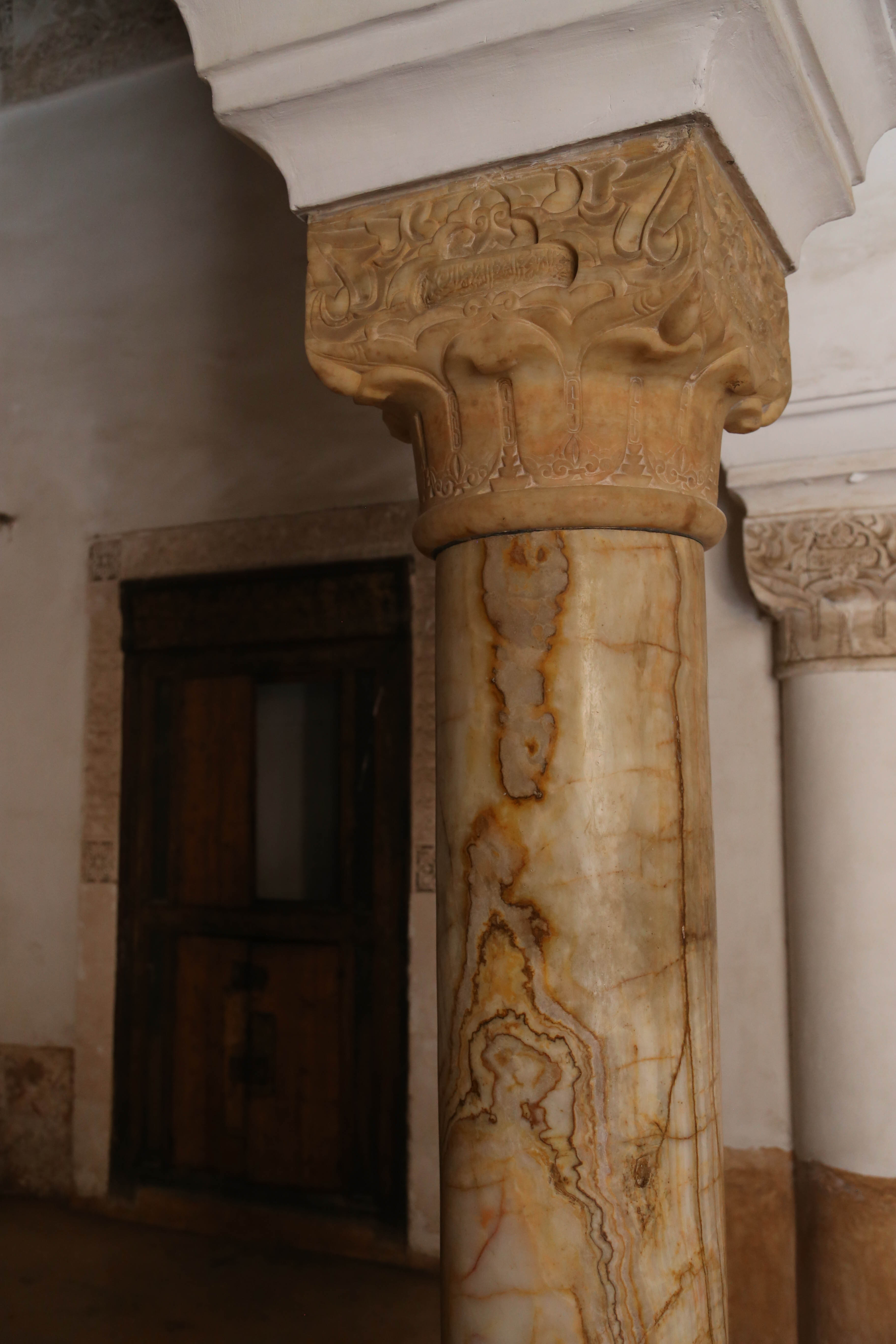
colonne de marbre rose dans la salle de prière, avec inscription dans un cartouche du chapiteau

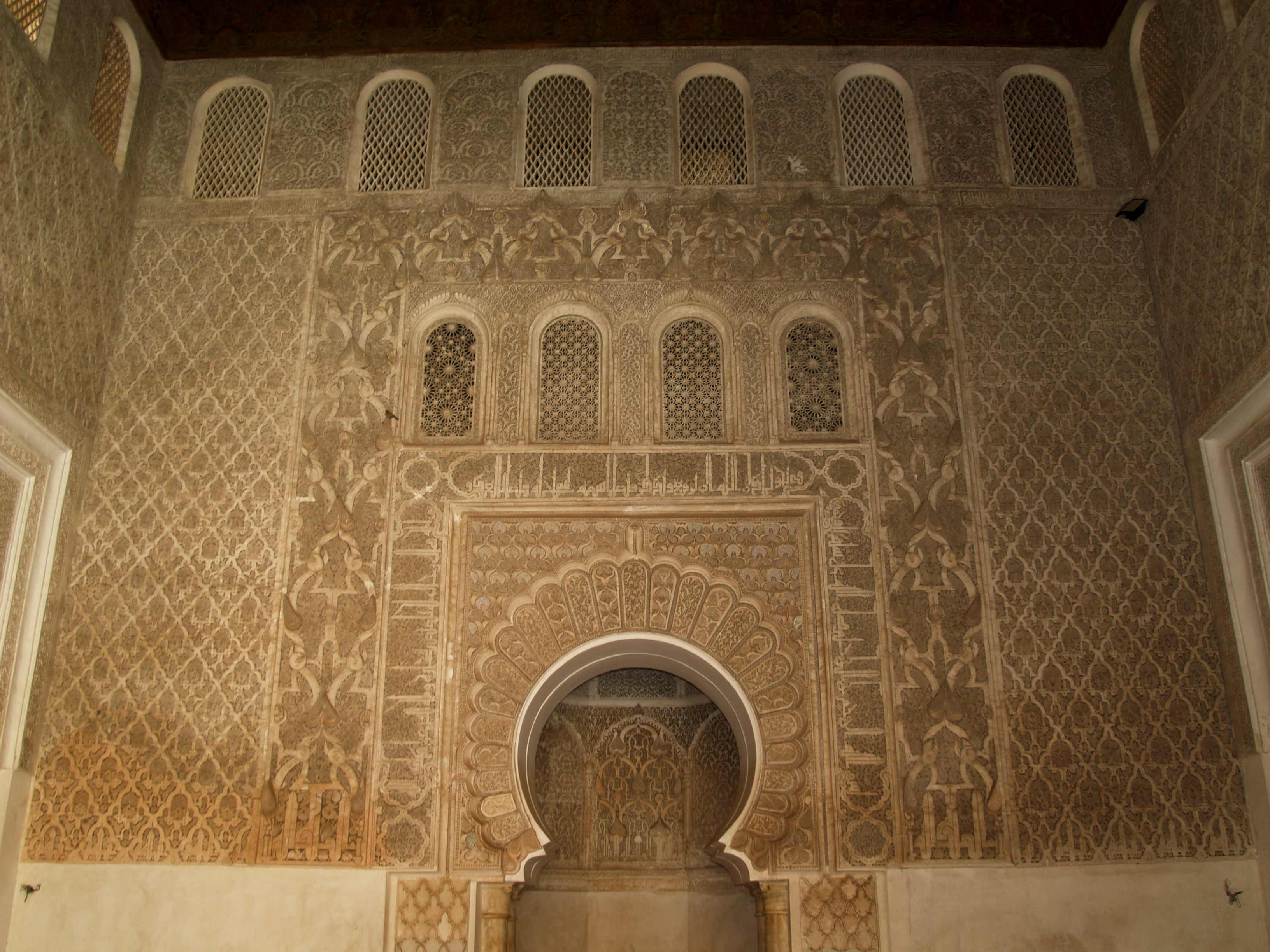
Dans la salle de prière : mur de Kibla et porche en arc outrepassé du Mirhab

## Patrimoine culturel

### Classement
En 1916, elle est classée Monument du Patrimoine National marocain.  La médersa Ben Youssef est inscrite en tant que partie de la Medina de Marrakech au Patrimoine Mondial de l'Unesco, depuis 1985.

### Restauration
La médersa a été restaurée par la fondation Omar-Benjelloun après la signature en septembre 1999 d'une convention de partenariat avec le ministère de la Culture qui inclut également la restauration de la qoubba almoravide, ces deux monuments étant situés à proximité du musée de Marrakech géré par la fondation Benjelloun. Au cours de cette restauration, les décors sur bois et les plâtres ont été nettoyés et consolidés. Une nouvelle restauration a été décidée en 2017, sous l'égide du ministère des Habous. La nouvelle ouverture aux visiteurs a eu lieu en avril 2022.

### Visite
À la différence des mosquées qui, au Maroc, ne sont pas accessibles aux non-musulmans, la Médersa Ben Youssef peut être visitée par tous. Elle constitue un des plus beaux lieux du patrimoine architectural de Marrakech.